# Neotrygon
Neotrygon és un gènere de rajades de la família dels dasiàtids, natives de l'oceà Índic i l'oest del Pacífic.

## Taxonomia
Originalment, molts autors van ubicar les espècies d'aquest gènere dins del gènere Dasyatis. No obstant això, estudis moleculars i morfològics recents han mostrat definitivament que representen un grup diferent, i per tant, es va crear el gènere Neotrygon per encabir-les.

## Descripció física
Tenen una coloració variada, que pot ser llisa o ornada. Els discs de les seves aletes pectorals són molt suaus, i tenen una fila de punxes al llarg de l'espina dorsal. La boca és petita i té dos apèndixs centrals i una fila de dents llargues i punxegudes a la mandíbula superior. La cortina nasal, formada per dues aletes emergents, és llarga i prima. La cua és molt curta i amb plecs ben desenvolupats de l'aleta dorsal i ventral i una punta de filamentosa, i bandes blanques i negres més enllà de la columna vertebral. A més, les espècies d'aquest gènere també es diferencien d'altres rajades en la morfologia del seu esquelet i de la boca, així com en el gen CO1.

## Taxonomia
- Neotrygon annotata (Last, 1987)
- Neotrygon kuhlii (J. P. Müller i Henle, 1841)
- Neotrygon leylandi (Last, 1987)
- Neotrygon ningalooensis (Last, W. T. White i Puckridge, 2010)
- Neotrygon picta (Last i W. T. White, 2008)